# Симоненков, Александр Устинович
Александр Устинович Симоненков (Плохих) (28 мая 1947, пос. Дегтярка, Ревда, Свердловская область — 17 октября 2020, Воронеж) — советский футболист, выступавший на позиции защитника. Сыграл 17 матчей и забил 1 гол в высшей лиге СССР.

## Биография
Воспитанник группы подготовки футболистов воронежского «Труда». С 1965 года выступал за основную команду своего клуба, провёл десять непрерывных сезонов в первой и второй лигах. До 1968 года выступал под фамилией Плохих.
Летом 1974 года перешёл в кишинёвский «Нистру», игравший в высшей лиге. Дебютный матч на высшем уровне сыграл 1 июля 1974 года против тбилисского «Динамо», а в своём втором матче 9 июля забил свой первый гол в ворота донецкого «Шахтёра». Всего в составе «Нистру» сыграл 17 матчей и забил 1 гол и не смог помочь команде удержаться в высшей лиге. На следующий год тоже числился в составе клуба, но на поле не выходил.
В 1976 году вернулся в Воронеж, где спустя год, в 30-летнем возрасте завершил карьеру. Всего за 12 сезонов в составе воронежского клуба сыграл 268 матчей в первенствах страны и забил 6 голов.
После окончания игровой карьеры не занимался деятельностью, связанной со спортом, жил в Воронеже.
Умер 17 октября 2020 года в Воронеже, похоронен на Латненском кладбище.